# 탠저린 (영화)
《탠저린》(영어: Tangerine)은 2015년 개봉한 미국의 코미디 드라마 영화이다. 숀 베이커가 감독과 공동각본을 맡았다. 성매매업에 종사하는 성전환자 여성들을 주인공으로 하며, 아이폰 5s로 촬영된 작품이다. 2015 선댄스 영화제에서 전세계 최초 상영되었다.

## 줄거리
크리스마스 이브, 막 28일의 수감 생활을 마친 트랜스젠더 성매매 여성 신디 렐라는 친구이자 동료인 알렉산드라를 할리우드의 도넛 가게에서 만난다. 알렉산드라는 신디의 남자친구이자 포주인 체스터가 시스젠더 여성과 바람을 피우고 있다는 사실을 알려준다. 격분한 신디는 체스터와 그 여자를 찾아 거리를 헤매기 시작한다. 한편, 알렉산드라는 저녁 공연 홍보 전단지를 돌리고, 돈을 안 주려는 손님과 다투다가 경찰이 개입하며 일이 틀어진다. 아르메니아 택시 운전사 라즈믹은 트랜스젠더가 아닌 여성을 태웠다가 내쫓고, 알렉산드라를 만나 그녀와 관계를 맺은 뒤 가족과 저녁 식사를 한다. 알렉산드라는 공연을 위해 바에 가지만 손님이 하나도 없다.
신디는 마침내 모텔에서 바람녀 디나를 찾아내 버스에 태우고 체스터를 찾아 나선다. 디나는 체스터에게 신디가 유일한 여자가 아니었다는 사실을 비웃고, 신디는 알렉산드라의 공연에 늦었다는 것을 깨닫고 디나를 데리고 그곳으로 향한다. 바 화장실에서 둘은 화해하며 마약을 하고, 신디는 디나에게 화장을 해준다. 하지만 알렉산드라의 공연은 텅 빈 바에서 진행된다.
라즈믹은 일을 하러 간다고 거짓말을 하고 알렉산드라의 공연을 보러 갔지만 너무 늦은 것을 알고 신디를 찾아다닌다. 이를 수상하게 여긴 라즈믹의 장모 아쉬켄은 다른 아르메니아 택시 기사 카로에게 라즈믹을 찾아달라고 부탁한다. 카로는 라즈믹의 은밀한 취향을 알고 있었지만, 처음에는 망설이다가 아쉬켄을 돕기로 한다.
신디, 알렉산드라, 디나는 도넛 가게로 가고, 그곳에서 신디는 체스터와 마주한다. 체스터는 디나와는 아무 사이도 아니라고 주장하며 신디와 약혼한 사이라고 밝힌다. 라즈믹은 신디에게 돈을 주고 관계를 가지려 하지만, 장모가 뒤따라온다. 아쉬켄은 라즈믹이 마약을 한다고 오해하지만, 체스터는 그가 성매매 여성을 찾는다고 폭로한다. 라즈믹의 아내가 갓난아이를 데리고 나타나면서 여덟 명 사이의 싸움이 벌어지고, 결국 가게 주인은 모두를 쫓아낸다. 라즈믹의 아내는 화를 내지만, 장모에게 상관하지 말라고 한다. 가족들은 다시 집으로 돌아가고, 디나는 다시 매춘굴로 돌아가지만 방이 없다는 말을 듣는다.
도넛 가게 밖에서 체스터는 신디에게 알렉산드라와도 잤다고 고백한다. 상처받은 신디는 자리를 떠나 남자들을 유혹하려 하지만, 그들은 신디의 얼굴에 오줌을 싸고 트랜스젠더 혐오 발언을 하며 도망친다. 알렉산드라는 신디를 세탁방으로 데려가 옷과 가발을 세탁하고, 기다리는 동안 자신의 가발을 신디에게 빌려준다.

## 출연
- 키타나 키키 로드리게즈 - 신디 렐라
- 마이아 테일러 - 알렉산드라
- 제임스 랜손 - 체스터
- 캐런 커래굴리언 - 라즈믹
- 리처드레일 릴러드 - 미스 윌리
- 알라 투마냔 - 아슈켄
- 루이자 네르시샨 - 예바
- 아르센 그리고랸 - 카로
- 이언 에드워즈 - 내시
- 스콧 크린스키 - 검소한 존
- 크루 굴레이저 - 체로키
- 조시 서스먼 - 레치 천더
- 애나 폭스 - 설리나
- 셸시 린 - 마담 질리언
- 제이슨 스튜어트 - 조이
- 카탸 카신 - 매춘부 존

## 기타
- 공동제작: 크리스 베르고흐
- 공동제작: 영풍
- 공동제작: 케빈 치노이
- 협력프로듀서: 카렌 카라굴리안
- 의상: 시-칭 싸우
- 배역: 숀 베이커
- 배역: 크리스 베르고흐